# Norderåsen
Norderåsen is een plaats in de gemeente Östersund in het landschap Jämtland en de provincie Jämtlands län in Zweden. De plaats heeft 60 inwoners (2005) en een oppervlakte van 31 hectare. De plaats ligt in een open plek omsloten door naaldbos. Langs Norderåsen loopt de spoorlijn Inlandsbanan.